# Aristolochia bicolor
Aristolochia bicolor är en piprankeväxtart som beskrevs av Ernst Heinrich Georg Ule. Aristolochia bicolor ingår i släktet piprankor, och familjen piprankeväxter. Inga underarter finns listade i Catalogue of Life.